# Формула Форд
Формула Форд е най-популярната категория едноместни автомобили с открити колела, буквално хиляди пилоти по цял свят се състезават в нея. До средата на 90-те години на ХХ век бе и най-популярната категория, която най-добрите млади картингисти избират, за да започнат кариерата си.

## История
Формула Форд е създадена през 1966 година, когато Джим Ръсел, един от пионерите в училищата за пилоти, осъзнават нуждата за създаване на лесно достъпна Формула, в която младите пилоти да започват. Дори в началото е имало максимум на цената, на която да се продават шаситата. Първото такова шаси е конструирано от Лотус и този болид е използвал сериен двигател и скоростна кутия от Форд и шосейни гуми, но за разлика от конкурента си Формула Вий, първият Лотус е използвал окачване, специално конструирано за него, докато във Формула Вий се използва окачването от Фолксваген Костенурка.

## Категории
Има много различни категории Формула Форд, най-популярната е и най-малката – Формула Форд 1600, в нея се използва 1,6 литров двигател Форд(от моделните семейства Кент, Зитек и Дюратек), колите използват шосейни гуми или сликове на фирмата Ейвън, които имат доста дълъг живот. Обикновено шасито е без крила и дифюзър, така че състезанията от Формула Форд са абсолютно най-интересната форма на моторните спортове. Естествено има и шампионати по света, където са добавени крила, но те имат твърде малък ефект. За разлика от Формула Рено и Формула БМВ, шаситата са с тръбна конструкция, а не с карбонова, и са позволени много различни марки шасита.
Друга основна Формула Форд категория е 1800, за разлика от нея Формула Форд 2000 е категория, която в миналото е имала много успехи. Това е Формула която се доближава до болидите от Ф3, използва крила и дифюзури. Била е замислена като стъпка от Формула Форд 1600 за Формула 3; пилоти като Айртон Сена са минали през нея. Формула Форд 2000 е популярна само на клубно ниво и в САЩ има официален неин шампионат.

## Шаси
Шаситата са задължително с тръбна конструкция, като липсата на крила прави аеродинамиката от малко значение. Затова конструктурите се стремят да направят дизайна с възможно най-малко съпротивление, вместо да търсят и притискане. Има много различни фирми, които са предлагали шасита за Формула Форд, най-популярните са Ван Димен, Мигал, Спектрум, Рей и Вектов. В миналото още Лотус, Лола, Рейнард, Суифт и Купър наред с много други по-малко известни фирми са предлагали шасита. Обикновено шаситата тежат между 410 и 420 kg, което заедно с липсата на крила ги прави изключителни при ускорение.
В различните шампионати се използват различни гуми, някъде се използват гуми за серийни коли, на други места сликове, които имат много дълъг период на живот.
В началото се е използвал 1,6 литров мотор Кент на Форд, почти без подобрения заедно със скоростна кутия. Много бързо след това е позволена и състезателна скоростна кутия заради разполежението на двигателя. През 1994 година Форд заменят мотора Кент с новото Зетек поколение и избират 1,8 литров мотор – този мотор се оказва много непопулярен понеже е по-тежък и влияе негативно върху поведението на шасито. Този мотор се използва до 2006 година, като мотора Кент остава абсолютно най-популярният. През 2006 година, Форд заменят Зетек мотора с 1,6 литров Дюратек мотор от ново поколение – този мотор получава много добри отзиви. Въпреки че е с по-малък обем, този мотор има повече мощност – 140 к.с., и тежи над 20 kg по-малко от Зетек.

## Скорост
Скоростта на Формула Форд е около тази на Формула БМВ, което я прави все още несравнимо по-бърза алтернатива на мнозинството от шампионати на база серийни коли, било то GT или туристически. През 2007 година популярното британско ТВ шоу Fifth Gear направи тест между Формула Форд и суперавтомобила Ford GT с мощност от 550 к.с. Целта на теста бе да се покаже на публиката колко по-голямо е значението на килограмите, когато се използва хронометър. Малката Формула Форд се оказа бърза в ускорението на 400 m почти колкото големия Ford GT – в края на правата скоростта и беше над 110 мили в час, въпреки лошите стартове на Тиф Нидел. На пистата обаче, място за сравнение не остана, лекото шаси на Ван Димен бе несравнимо по-бързо от мудната серийна кола в спиране, влизане и излизане от завоите. Дори и най-малката и основна категория в състезанията с болиди, на писта би била по-бърза от който и да е суперавтомобил за милиони.

## Специални състезания
Най-важното състезание от календарите на Формула Форд шампионатите е Фестивалът на Брандс Хеч, там се събират няколкостотин пилоти, които след поредица от елиминационни състезания стигат до финал, на който се излъчва победител. Победителят във фестивала е от клас Дюратек, но има и Уолтър Хайнс Трофи, което е за най-масовия клас с двигатели Кент. В Уолтър Хайнс Трофи се събират и най-много пилоти.

## Възпитаници
През състезанията от Формула Форд са минали най-много легенди на моторния спорт. Като се започне с Емерсон Фитипалди, мине се през Айртон Сена и Михаел Шумахер и се стигне до Ник Хайдфелд или Дженсън Бътън. Няма друг шампионат, който да е произвел толкова много звезди. През сезон 2004 младият български пилот Християн Димитров в дебютния си сезон стана 3-ти в италианската Формула Форд, като успя да спечели победи и полпозишъни. Това е и най-големият успех на професионален български пистов пилот.

## Участие
В Западна Европа много от пистите организират шампионати на Формула Форд и има много клубни отбори, които разполагат с шасита. Самите шасита са достатъчно здрави, за да изкарат 20 сезона, и много от участниците използват модели от 80-те години на ХХ век. Цената варира от 5 – 6 хил. евро до 50 хил. за ново шаси, цената за сезон също варира от същите 5 – 6 хил. до 150 хил. евро в топ отбор от британския шампионат. Шампионатите в Австралия и Великобритания са най-силни в света, като австралийската Формула Форд е поддържащ шампионат на V8 Суперкарс – местния вариант на НАСКАР, най-популярната форма на моторен спорт в Австралия.